# Major League Baseball 1888
1888 års säsong av Major League Baseball (MLB) var den 13:e i MLB:s historia. MLB bestod under denna säsong av National League (NL), som bestod av åtta klubbar, och American Association (AA), som bestod av åtta klubbar. Mästare i NL blev New York Giants, som därmed tog sin första ligatitel. Mästare i AA blev St. Louis Browns, som därmed tog sin fjärde ligatitel.
För femte gången spelades ett slutspel mellan mästarna i NL och AA, ibland kallat "World's Series". Matchserien spelades i bäst av tio matcher och vanns av New York Giants över St. Louis Browns med 6–4 i matcher. Matchserien var mest av uppvisningskaraktär och räknas inte som en officiell World Series av MLB.

## Tabeller

### National League
| Klubb                   | M   | V  | F  | O | V%    | GB   | PF  | PM  |
| ----------------------- | --- | -- | -- | - | ----- | ---- | --- | --- |
| New York Giants         | 138 | 84 | 47 | 7 | 0,641 | –    | 660 | 479 |
| Chicago White Stockings | 136 | 77 | 58 | 1 | 0,570 | 9    | 734 | 659 |
| Philadelphia Phillies   | 132 | 69 | 61 | 2 | 0,531 | 14,5 | 535 | 509 |
| Boston Beaneaters       | 137 | 70 | 64 | 3 | 0,522 | 15,5 | 669 | 620 |
| Detroit Wolverines      | 134 | 68 | 63 | 3 | 0,519 | 16   | 721 | 629 |
| Pittsburgh Alleghenys   | 139 | 66 | 68 | 5 | 0,493 | 19,5 | 534 | 580 |
| Indianapolis Hoosiers   | 136 | 50 | 85 | 1 | 0,370 | 36   | 598 | 728 |
| Washington Nationals    | 136 | 48 | 86 | 2 | 0,358 | 37,5 | 482 | 729 |

### American Association
| Klubb                    | M   | V  | F  | O | V%    | GB   | PF  | PM  |
| ------------------------ | --- | -- | -- | - | ----- | ---- | --- | --- |
| St. Louis Browns         | 137 | 92 | 43 | 2 | 0,681 | –    | 789 | 501 |
| Brooklyn Bridegrooms     | 143 | 88 | 52 | 3 | 0,629 | 6,5  | 758 | 584 |
| Philadelphia Athletics   | 136 | 81 | 52 | 3 | 0,609 | 10   | 827 | 594 |
| Cincinnati Red Stockings | 137 | 80 | 54 | 3 | 0,597 | 11,5 | 744 | 628 |
| Baltimore Orioles        | 137 | 57 | 80 | 0 | 0,416 | 36   | 653 | 779 |
| Cleveland Blues          | 135 | 50 | 82 | 3 | 0,379 | 40,5 | 652 | 839 |
| Louisville Colonels      | 139 | 48 | 87 | 4 | 0,356 | 44   | 689 | 870 |
| Kansas City Cowboys      | 132 | 43 | 89 | 0 | 0,326 | 47,5 | 579 | 896 |

## World's Series
| 1 | 16 oktober 1888 | New York Giants | 2 – 1   | St. Louis Browns | Polo Grounds                                                                  |                                                                               |
|   |                 | W: Keefe (1-0)  | Rapport | L: King (0-1)    | New York, NY Publik: Cirka 5 000 Längd: 2:00 Domare: John Gaffney, Kick Kelly | New York, NY Publik: Cirka 5 000 Längd: 2:00 Domare: John Gaffney, Kick Kelly |

| 2 | 17 oktober 1888 | New York Giants | 0 – 3   | St. Louis Browns     | Polo Grounds                                                                  |                                                                               |
|   |                 | L: Welch (0-1)  | Rapport | W: Chamberlain (1-0) | New York, NY Publik: Cirka 6 000 Längd: 1:45 Domare: Kick Kelly, John Gaffney | New York, NY Publik: Cirka 6 000 Längd: 1:45 Domare: Kick Kelly, John Gaffney |

| 3 | 18 oktober 1888 | New York Giants | 4 – 2   | St. Louis Browns | Polo Grounds                                                            |                                                                         |
|   |                 | W: Keefe (2-0)  | Rapport | L: King (0-2)    | New York, NY Publik: 5 780 Längd: 2:05 Domare: John Gaffney, Kick Kelly | New York, NY Publik: 5 780 Längd: 2:05 Domare: John Gaffney, Kick Kelly |

| 4 | 19 oktober 1888 | New York Giants | 6 – 3   | St. Louis Browns     | Washington Park                                                               |                                                                               |
|   |                 | W: Crane (1-0)  | Rapport | L: Chamberlain (1-1) | Brooklyn, NY Publik: Cirka 4 000 Längd: 1:50 Domare: Kick Kelly, John Gaffney | Brooklyn, NY Publik: Cirka 4 000 Längd: 1:50 Domare: Kick Kelly, John Gaffney |

| 5 | 20 oktober 1888 | New York Giants | 6 – 4 (8) | St. Louis Browns | Polo Grounds                                                                   |                                                                                |
|   |                 | W: Keefe (3-0)  | Rapport   | L: King (0-3)    | New York, NY Publik: Cirka 10 000 Längd: 1:50 Domare: John Gaffney, Kick Kelly | New York, NY Publik: Cirka 10 000 Längd: 1:50 Domare: John Gaffney, Kick Kelly |

| 6 | 22 oktober 1888 | New York Giants | 12 – 5 (8) | St. Louis Browns     | Philadelphia Base Ball Grounds                                                    |                                                                                   |
|   |                 | W: Welch (1-1)  | Rapport    | L: Chamberlain (1-2) | Philadelphia, PA Publik: Cirka 4 000 Längd: 1:40 Domare: John Gaffney, Kick Kelly | Philadelphia, PA Publik: Cirka 4 000 Längd: 1:40 Domare: John Gaffney, Kick Kelly |

| 7 | 24 oktober 1888 | St. Louis Browns | 7 – 5 (8) | New York Giants | Sportsman's Park                                                         |                                                                          |
|   |                 | W: King (1-3)    | Rapport   | L: Crane (1-1)  | St. Louis, MO Publik: 4 624 Längd: 1:45 Domare: John Gaffney, Kick Kelly | St. Louis, MO Publik: 4 624 Längd: 1:45 Domare: John Gaffney, Kick Kelly |

| 8 | 25 oktober 1888 | St. Louis Browns     | 3 – 11  | New York Giants                          | Sportsman's Park                                                         |                                                                          |
|   |                 | L: Chamberlain (1-3) | Rapport | W: Keefe (4-0) HR: Ewing (1) Tiernan (1) | St. Louis, MO Publik: 4 865 Längd: 2:10 Domare: Kick Kelly, John Gaffney | St. Louis, MO Publik: 4 865 Längd: 2:10 Domare: Kick Kelly, John Gaffney |

| 9 | 26 oktober 1888 | St. Louis Browns                | 14 – 11 (10) | New York Giants | Sportsman's Park                                           |                                                            |
|   |                 | W: Devlin (1-0) HR: O'Neill (1) | Rapport      | L: George (0-1) | St. Louis, MO Publik: 711 Längd: 2:00 Domare: John Gaffney | St. Louis, MO Publik: 711 Längd: 2:00 Domare: John Gaffney |

| 10 | 27 oktober 1888 | St. Louis Browns                                  | 18 – 7  | New York Giants                 | Sportsman's Park                                           |                                                            |
|    |                 | W: Chamberlain (2-3) HR: McCarthy (1) O'Neill (2) | Rapport | L: Titcomb (0-1) HR: George (1) | St. Louis, MO Publik: 412 Längd: 2:00 Domare: John Gaffney | St. Louis, MO Publik: 412 Längd: 2:00 Domare: John Gaffney |

## Statistik

### National League

#### Slagmän

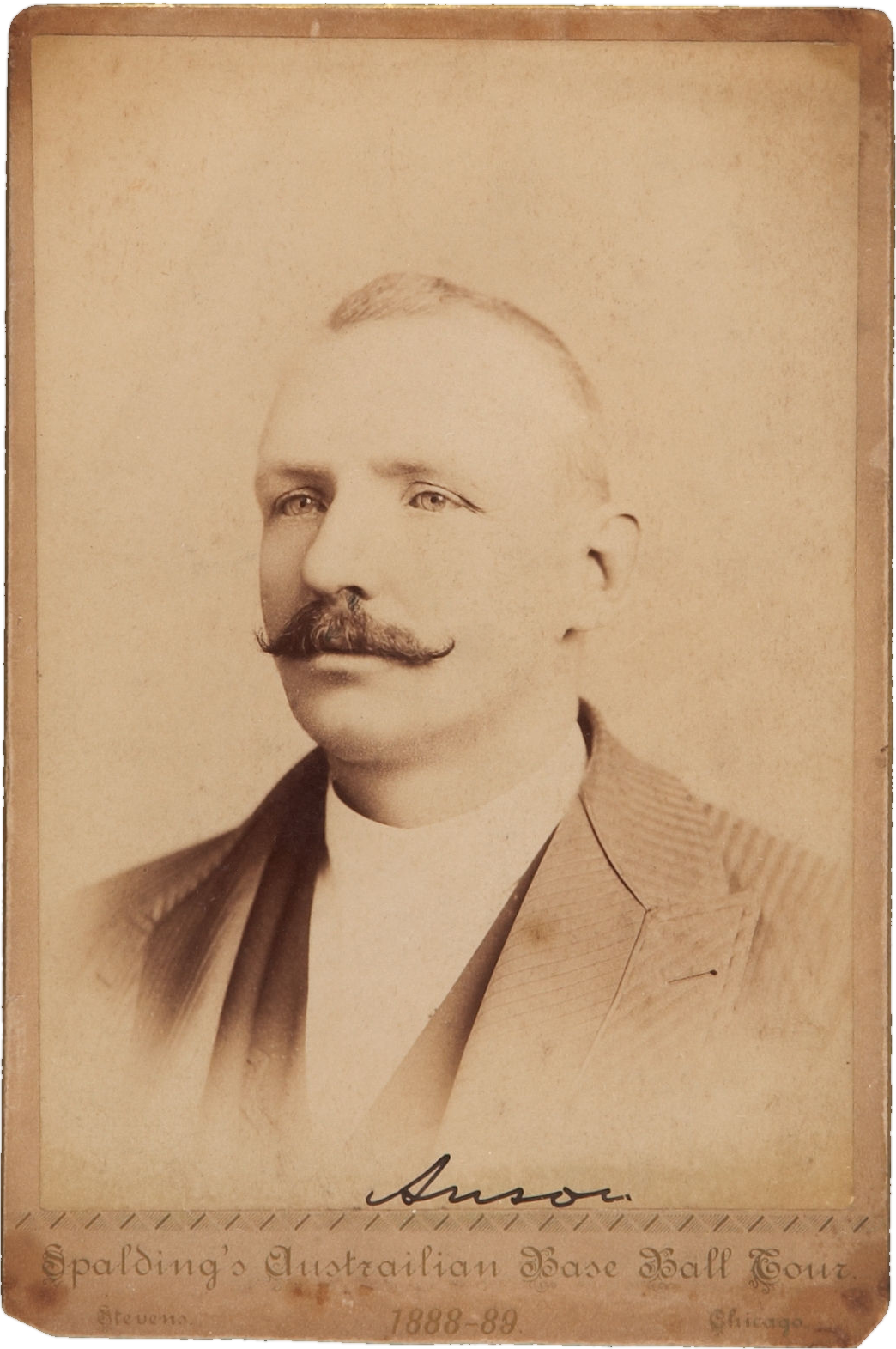
Cap Anson.

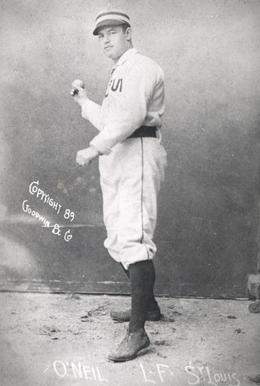
Tip O'Neill.

Källa: 
| Kategori | Slagman       | Klubb | Värde |
| -------- | ------------- | ----- | ----- |
| AVG      | Cap Anson     | CHI   | 0,344 |
| HR       | Jimmy Ryan    | CHI   | 16    |
| RBI      | Cap Anson     | CHI   | 84    |
| R        | Dan Brouthers | DET   | 118   |
| H        | Jimmy Ryan    | CHI   | 182   |
| OBP      | Cap Anson     | CHI   | 0,400 |
| SLG      | Jimmy Ryan    | CHI   | 0,515 |
| SB       | Dummy Hoy     | WSH   | 82    |

#### Pitchers

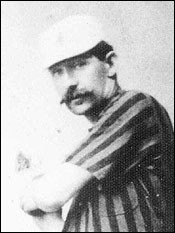
Tim Keefe.

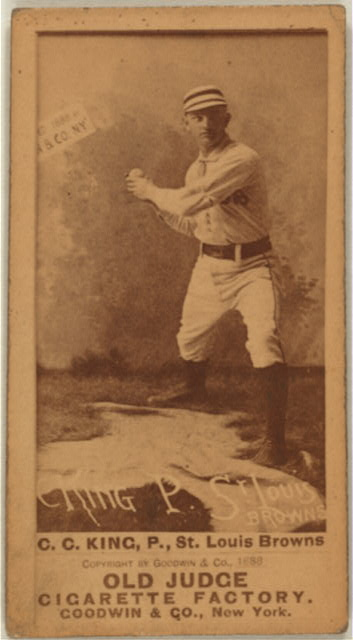
Silver King.

Källa: 
| Kategori | Pitcher                 | Klubb   | Värde |
| -------- | ----------------------- | ------- | ----- |
| W        | Tim Keefe               | NYG     | 35    |
| ERA      | Tim Keefe               | NYG     | 1,74  |
| SO       | Tim Keefe               | NYG     | 335   |
| IP       | John Clarkson           | BOS     | 483,1 |
| CG       | Ed Morris               | PIT     | 54    |
| SHO      | Tim Keefe · Ben Sanders | NYG PHI | 8     |
| SV       | George Wood             | PHI     | 2     |
| WHIP     | Tim Keefe               | NYG     | 0,94  |

### American Association

#### Slagmän
Källa: 
| Kategori | Slagman        | Klubb | Värde |
| -------- | -------------- | ----- | ----- |
| AVG      | Tip O'Neill    | STL   | 0,335 |
| HR       | John Reilly    | CIN   | 13    |
| RBI      | John Reilly    | CIN   | 103   |
| R        | George Pinkney | BRO   | 134   |
| H        | Tip O'Neill    | STL   | 177   |
| OBP      | Yank Robinson  | STL   | 0,400 |
| SLG      | John Reilly    | CIN   | 0,501 |
| SB       | Arlie Latham   | STL   | 109   |

#### Pitchers
Källa: 
| Kategori | Pitcher                                 | Klubb       | Värde |
| -------- | --------------------------------------- | ----------- | ----- |
| W        | Silver King                             | STL         | 45    |
| ERA      | Silver King                             | STL         | 1,64  |
| SO       | Ed Seward                               | PHI         | 272   |
| IP       | Silver King                             | STL         | 585,2 |
| CG       | Silver King                             | STL         | 64    |
| SHO      | Silver King · Ed Seward                 | STL PHI     | 6     |
| SV       | Pop Corkhill · Bob Gilks · Tony Mullane | CIN CLE CIN | 1     |
| WHIP     | Silver King                             | STL         | 0,88  |